# Coll de l'Iseran
El coll de l'Iseran, amb una alçada de 2.770 msnm, és el port de muntanya transitable per carretera més alt dels Alps. El coll uneix les valls de la Tarentèsa i la Mauriena, tot i que durant l'hivern el coll queda tancat per la neu i per quedar dins el domini esquiable de l'Espace Killy. Administrativament forma part del departament de la Savoia, prop de la frontera amb Itàlia i per ell hi discorre la carretera D 902, que va ser construïda durant el període d'entreguerres. Forma part del parc nacional de la Vanoise.

## Detalls de l'ascensió
Des del nord la carretera puja i baixa a través de diferents túnels oberts un cop superat el llac de Tignes. Començant a Bourg-Saint-Maurice, l'ascensió fins al Coll de l'Iseran té 48 km de llargada. En aquesta distància la carretera supera 1.955 metres de desnivell a una mitjana del 4,1%. En els darrers 15 km, a partir de Val-d'Isère, se superen 895 metres a una mitjana del 6%.
Des del sud l'ascensió comença a Lens-le-Bôrg i en 32,9 km se superen 1.371 metres de desnivell a una mitjana del 4,2%. En els darrers 13,4 km, a partir de Bonneval-sur-Arc, se superen 977 metres a una mitjana del 7,3%, amb nombrosos trams que superen el 10%.

## El coll de l'Iseran al Tour de França

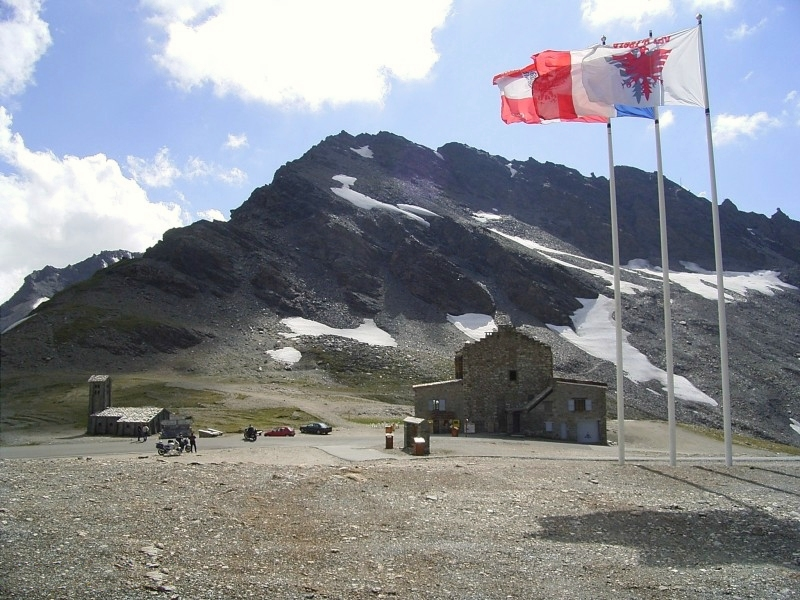
Banderes onejant al vent l'estiu de 2005

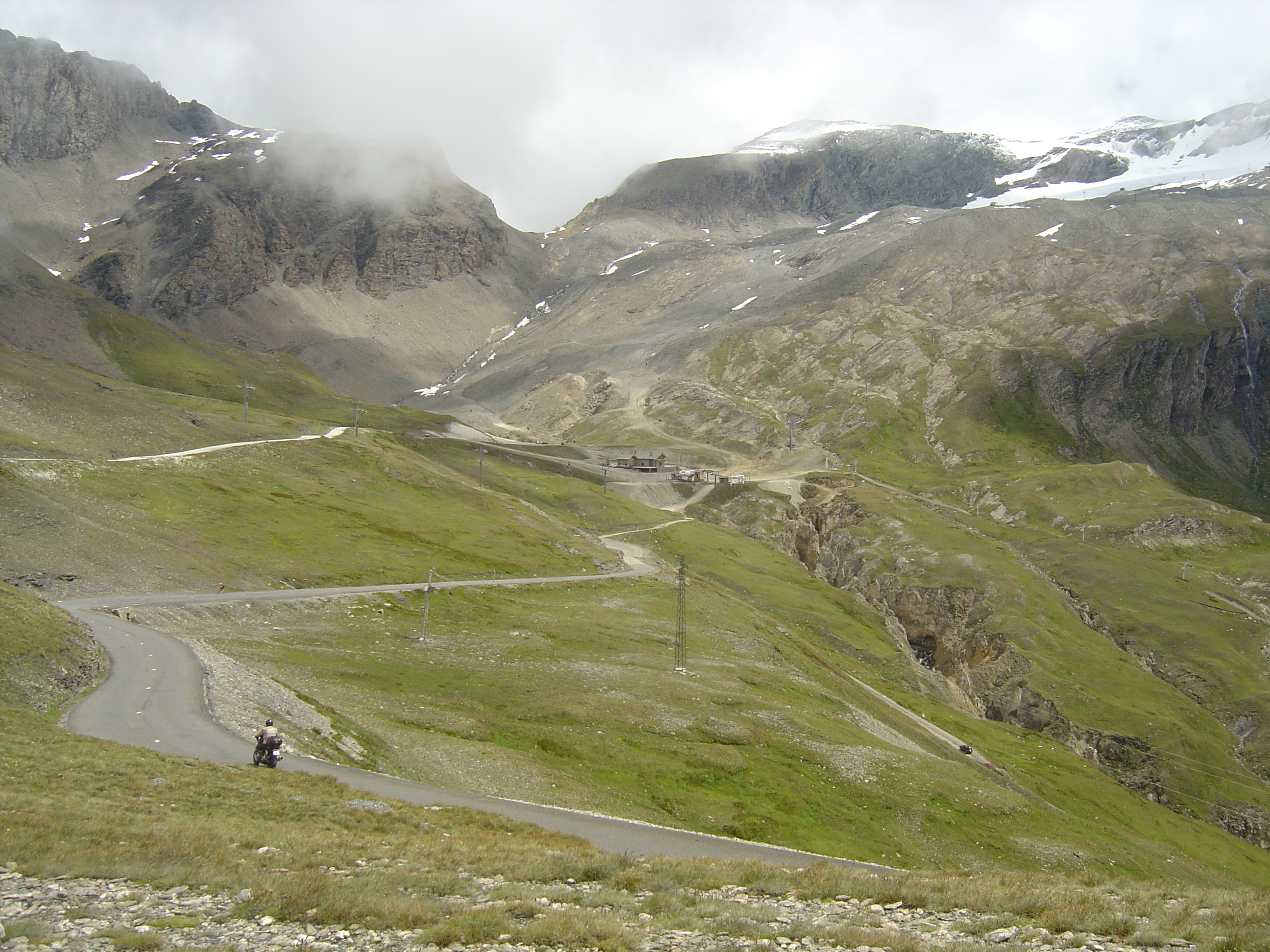
Vista del darrer quilòmetre del vessant sud des del cim

El coll de l'Iseran va ser pujat per primera vegada pel Tour de França en l'edició de 1938. El primer ciclista que va passar pel cim va ser el belga Felicien Vervaecke, però en el descens fou superat per Gino Bartali. Bartali s'havia vestit amb el mallot groc de líder el dia abans i va aconseguir retenir-lo fins al final a París.
La primera cronoescalada al Tour va ser disputada el 1939 en aquest coll. L'etapa es disputà entre Bonneval-sur-Arc i Bourg-Saint-Maurice i fou guanyada per Sylvere Maes amb més de quatre minuts sobre l'immediat perseguidor.
El coll ha estat superat en cinc ocasions des del 1947. El 1996 estava previst passar-hi, però a darrera hora es va haver d'eliminar del programa pel mal temps. Una intensa nevada va impedir passar per aquest coll i el Galibier, deixant l'etapa prevista de 190 km entre Val-d'Isère i Sestrieras en tan sols 46 km Lo Monastièr i Sestrieras. Bjarne Riis va guanyar a l'esprint, i es va fer amb un mallot groc que mantindria fins a París.
| Any  | Etapa | Categoria | Inici         | Final               | Primer al cim             |
| ---- | ----- | --------- | ------------- | ------------------- | ------------------------- |
| 2007 | 9     | HC        | Val-d'Isère   | Briançon            | Iaroslav Popòvitx (UKR)   |
| 1992 | 13    | HC        | Saint-Gervais | Sestrieras          | Claudio Chiappucci (ITA)  |
| 1963 | 16    | 1         | Grenoble      | Val-d'Isère         | Fernando Manzaneque (ESP) |
| 1959 | 18    | 1         | Le Lautaret   | Saint-Vincent       | Adolf Christian (AUT)     |
| 1949 | 17    | 1         | Briançon      | Aosta               | Giuseppe Tacca (FRA)      |
| 1939 | 16b   | CRI       | Bonneval      | Bourg-Saint-Maurice | Sylvère Maes (BEL)        |
| 1938 | 15    |           | Briançon      | Aix-les-Bains       | Félicien Vervaecke (BEL)  |